# Garcinia semseii
Espèce
Statut de conservation UICN

 VU B1+2b, D2 : Vulnérable
Garcinia semseii est une espèce de plantes à fleurs de la famille des Clusiaceae.

## Publication originale
- Kew Bulletin 31: 262, f. 2. 1976.